# Jürgen Heuser
Jürgen Heuser (Barth, 13 marzo 1953) è un ex sollevatore tedesco orientale medagliato olimpico e campione mondiale che ha gareggiato nella categoria dei pesi supermassimi (oltre 110 kg.).

## Carriera
Nel 1974 Jürgen Heuser fece il suo esordio internazionale con la squadra della Germania Est e lo stesso anno ottenne subito la medaglia di bronzo ai Campionati mondiali di Manila con 382,5 kg. nel totale.
L'anno seguente si classificò al 4º posto finale con 412,5 kg. nel totale ai Campionati mondiali ed europei di Mosca.
Nel 1976 ottenne la medaglia di bronzo ai Campionati europei di Berlino Est con 410 kg. nel totale, ma non poté partecipare alle Olimpiadi di Montréal 1976 a causa di un infortunio alla spalla subìto poco prima dell'inizio dei Giochi Olimpici.
Nel 1977 vinse la medaglia di bronzo ai Campionati mondiali ed europei di Stoccarda con 420 kg. nel totale, dietro i sovietici Vasilij Alekseev (430 kg.) e Aslanbek Enaldiev (422,5 kg.).
L'anno successivo Jürgen Heuser, dopo aver vinto la medaglia d'argento ai Campionati europei di Havířov con 407,5 kg. nel totale, ottenne il maggior successo della sua carriera, vincendo la medaglia d'oro ai Campionati mondiali di Gettysburg con 417,5 kg. nel totale, approfittando dei tre tentativi falliti nella prova di slancio dal fuoriclasse sovietico Vasilij Alekseev, a quell'epoca considerato ancora pressoché imbattibile, e concludendo la gara con lo stesso risultato nel totale dell'altro sovietico Sultan Rachmanov, il quale però dovette accontentarsi dell'argento in quanto aveva un peso corporeo superiore a quello di Heuser.
Nel 1979 Jürgen Heuser vinse la medaglia d'argento ai Campionati europei di Varna con 422,5 kg. nel totale e, alcuni mesi dopo, vinse la medaglia d'argento anche ai Campionati mondiali di Salonicco con 420 kg. nel totale.
Nel 1980 prese parte alle Olimpiadi di Mosca, conquistando la medaglia d'argento con 410 kg. nel totale, alle spalle di Rachmanov (440 kg.). In quell'anno la competizione olimpica di sollevamento pesi era valida anche come Campionato mondiale.
Dopo i Giochi Olimpici del 1980 Jürgen Heuser restò in attività per circa due anni in competizioni nazionali e dopo il ritiro dalle gare lavorò presso i cantieri navali di Stralsund, per poi diventare in seguito un imprenditore nel servizio taxi.